# سیارک ۳۷۸۸
سیارک ۳۷۸۸ (به انگلیسی: 3788 Steyaert، نامگذاری:1986QM3) سه هزار و هفتصد و هشتاد و هشتمین سیارک کشف شده‌است که در ۲۹ اوت ۱۹۸۶ کشف شد.
قدر مطلق سیارک برابر ۶۰.۸ است.